# Motteke! Sailor Fuku
Moteke! Sailor Fuku(もってけ!セーラーふく, Mang theo bộ đồ thủy thủ) là đĩa đơn có chủ đề mở đầu của anime truyền hình "Lucky Star". Được phát hành bởi Lantis vào ngày 23 tháng 5 năm 2007. Bài hát được thể hiện bởi Hirano Aya, Kato Emiri, Fukuhara Kaori và Endo Aya, những người lồng tiếng cho các nhân vật trong Ngôi sao may mắn.
Lần đầu tiên đạt vị trí thứ 2 trên bảng xếp hạng Oricon hàng tuần. Hơn nữa, vào ngày 10 tháng 7 năm 2007, Hiệp hội Công nghiệp Ghi âm Nhật Bản thông báo rằng đây là một tác phẩm được chứng nhận Vàng (tổng số lượng xuất xưởng từ 100.000 chiếc trở lên) vào tháng 6 năm 2007 , và sau đó, nó tiếp tục được bán và xếp thứ 40 trên biểu đồ hàng năm của Oricon. Tôi đã tham gia. Theo bản gốc Lantis của hãng, tính đến tháng 2 năm 2008, số lượng xuất xưởng của tác phẩm này đã vượt quá 200,000. Trong bảng xếp hạng hàng tuần của Oricon, nó cuối cùng đã xếp hạng 48 lần và bán được 171,756 bản, đây là CD hay nhất liên quan đến "Lucky Star".
Ba người, Hata Aki, Kōsaki Satoru, và nishi-ken, được chỉ định vào đội sản xuất. BPM là 150.